# جیل کلایبورگ
جیل کلایبورگ (انگلیسی: Jill Clayburgh؛ ۳۰ آوریل ۱۹۴۴ – ۵ نوامبر ۲۰۱۰) یک هنرپیشه اهل ایالات متحده آمریکا بود.
وی بین سال‌های ۱۹۶۸ تا ۲۰۱۰ میلادی فعالیت می‌کرد.

## فیلم‌شناسی
| سال  | فیلم                 | نقش              | توضیحات |
| ---- | -------------------- | ---------------- | --- |
| ۱۹۶۹ | جشن عروسی            | Josephine        | |
| ۱۹۷۳ | دزدی که برای شام آمد |                  | |
| ۱۹۷۸ | زن مجرد              | Erica            | جایزه بهترین بازیگر زن جشنواره فیلم کن نامزدی — جایزه اسکار بهترین بازیگر نقش اول زن نامزدی — جایزه بفتای بهترین بازیگر نقش اول زن نامزدی — جایزه گلدن گلوب بهترین بازیگر زن فیلم درام |
| ۱۹۷۹ | شروع دوباره          | Marilyn Holmberg | نامزدی — جایزه اسکار بهترین بازیگر نقش اول زن نامزدی — American Movie Award for Best Actress نامزدی — جایزه گلدن گلوب بهترین بازیگر زن فیلم موزیکال یا کمدی |
| ۱۹۸۰ | نوبت من است          |                  | |
| ۱۹۸۳ | هانا ک.              | Hanna Kaufman    | |
| ۱۹۹۲ | عشق گرانبها          |                  | |
| ۱۹۹۳ | برهنه در نیویورک     |                  | |
| ۱۹۹۷ | هجوم احمق‌ها          | Nan Whitman      | |
| ۱۹۹۸ | قانون و نظم          | Sheila Atkins    | اپیزود: "Divorce" |
| ۱۹۹۸ | فریژر                | Marie            | اپیزود: "The Perfect Guy" |
| ۲۰۰۴ | جراحی پلاستیک        | Bobbi Broderick  | اپیزود ۲ نامزدی — Primetime Emmy Award for Outstanding Guest Actress in a Drama Series |
| ۲۰۱۰ | عشق و داروهای دیگر   | Mrs. Randall     | |
| ۲۰۱۱ | ساقدوش‌ها             | Judy Walker      | Washington DC Area Film Critics Association Award for Best Acting Ensemble نامزدی — Screen Actors Guild Award for Outstanding Performance by a Cast in a Motion Picture نامزدی — Broadcast Film Critics Association Award for Best Cast نامزدی — Phoenix Film Critics Society Award for Best Cast نامزدی — اوهایو |

## جوایز
وی برنده جایزه بهترین بازیگر نقش اول زن (جشنواره فیلم کن) در سال ۱۹۷۸ برای بازی در فیلم زن مجرد شده‌است.